# 马欣
马欣（1967年11月—），男，汉族，天津人，1990年毕业于同济大学道路与交通工程系交通工程专业，中国人民大学金融学专业在职经济学硕士，北京交通大学经管学院管理科学与工程专业在职管理学博士，中华人民共和国政治人物。
马欣曾长期在国家开发银行工作，2018年4月任国家开发银行副行长，2020年5月任江苏省人民政府党组成员、副省长，2023年1月任中共江苏省委常委、省人民政府党组副书记，接替费高云。